# Gephyromantis
Gephyromantis är ett släkte av groddjur. Gephyromantis ingår i familjen Mantellidae.

## Dottertaxa tillGephyromantis, i alfabetisk ordning[1]
- Gephyromantis ambohitra
- Gephyromantis asper
- Gephyromantis azzurrae
- Gephyromantis blanci
- Gephyromantis boulengeri
- Gephyromantis cornutus
- Gephyromantis corvus
- Gephyromantis decaryi
- Gephyromantis eiselti
- Gephyromantis enki
- Gephyromantis granulatus
- Gephyromantis horridus
- Gephyromantis klemmeri
- Gephyromantis leucocephalus
- Gephyromantis leucomaculatus
- Gephyromantis luteus
- Gephyromantis malagasius
- Gephyromantis moseri
- Gephyromantis plicifer
- Gephyromantis pseudoasper
- Gephyromantis redimitus
- Gephyromantis rivicola
- Gephyromantis runewsweeki
- Gephyromantis salegy
- Gephyromantis schilfi
- Gephyromantis sculpturatus
- Gephyromantis silvanus
- Gephyromantis spiniferus
- Gephyromantis striatus
- Gephyromantis tandroka
- Gephyromantis thelenae
- Gephyromantis tschenki
- Gephyromantis webbi
- Gephyromantis ventrimaculatus
- Gephyromantis zavona